# Catastrophe de Quincy
La catastrophe de Quincy est une collision survenue le 19 novembre 1996 sur l'aéroport de Quincy, dans l'Illinois (États-Unis), entre un Beechcraft 1900C, un avion de transport régional bi-turbopropulseur appartenant à la compagnie Great Lakes Airlines et assurant le vol United Express 5925, et un King Air privé qui décollait d'une piste en intersection.
Tous les occupants des deux avions, douze à bord du Beechcraft et deux à bord du King Air, ont été tués lors du crash.

## Accident

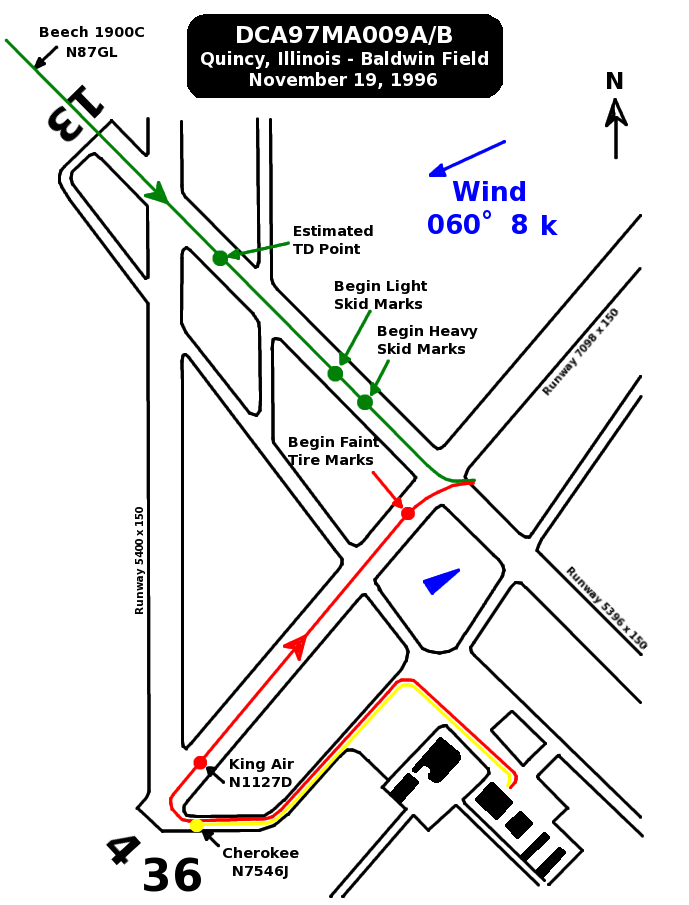
Diagramme de l'aéroport de Quincy (lieu de l'accident), indiquant les positions des deux aéronefs impliqués dans la collision.

Le vol 5925 de United Express a décollé à 15h25 de l'aéroport international O'Hare de Chicago à destination de l'aéroport régional de Quincy (en), dans l'Illinois, avec une escale à Burlington, dans l'Iowa, avec le commandant Kate Gathje (30 ans), le copilote Darren McCombs (24 ans), et dix passagers. 
Deux autres appareils à Quincy étaient prêts à décoller lorsque le vol 5925 était en phase d'approche. Les deux aéronefs, un Beechcraft King Air A90 et un Piper Cherokee, se dirigeaient vers la piste 4. Comme Quincy est un aéroport sans tour de contrôle, les trois aéronefs communiquaient sur la fréquence radio commune aux pilotes se trouvant à l'aéroport. 
À l'approche, le commandant Gathje a demandé si le King Air attendrait à l'écart de la piste ou décollerait avant son arrivée. Après n'avoir reçu aucune réponse, le commandant a rappelé et a reçu une réponse du Cherokee indiquant qu'ils attendaient sur la piste 4. 
Cependant, en raison d'une annonce automatique simultanée émise par le système d'avertissement de proximité du sol dans le cockpit du 1900, seule une partie de la transmission a été reçue par le 1900. En conséquence, l'équipage a compris la transmission comme une indication que le King Air et le Cherokee ne décolleraient qu'après que le vol 5925 a dégagé la piste.
En supposant que les deux avions attendaient à l'écart, le vol 5925 a atterri sur la piste 13. Cependant, le King Air était déjà en position sur la piste 4 et a commencé son décollage lorsque le 1900 a atterri. Les deux aéronefs sont entrés en collision à l'intersection des pistes 4 et 13 ; ils ont ensuite dérapés sur 34 m, puis se sont immobilisés le long de la piste 13 et ont pris feu immédiatement. 

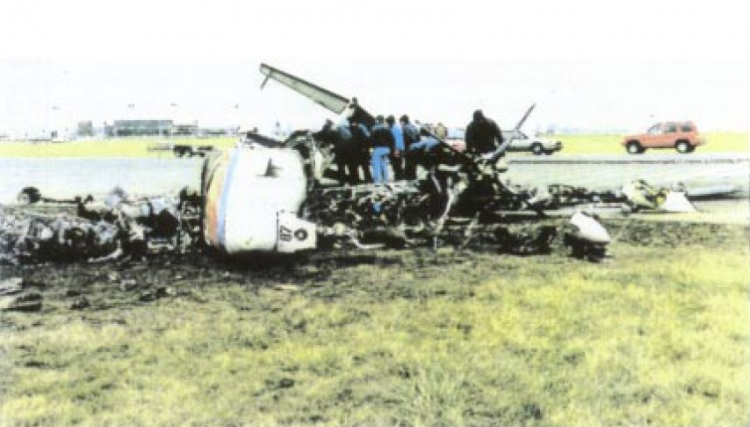
Les débris du vol 5925, peu de temps après la collision.

Les 12 personnes à bord du vol 5925 ont survécu à l'impact initial, mais ont été piégées à l'intérieur par la porte d'embarquement, qui a été déformée par le choc initial, la rendant impossible à ouvrir. Plusieurs pilotes à proximité du lieu de l'accident sont arrivés sur les lieux, mais n'ont pas pu ouvrir les portes avant que les deux avions ne soient entièrement détruits par le feu. 
Les 12 personnes à bord du vol 5925, ainsi que les deux pilotes du King Air, Neal Reinwald (63 ans) et Laura Winkleman Brooks (34 ans), sont morts par inhalation de fumée.

## Enquête
Le Conseil national de la sécurité des transports (NTSB) a déterminé que la cause principale de cet accident est l'incapacité des pilotes du King Air à surveiller efficacement la fréquence radio commune aux deux appareils et à rechercher visuellement le trafic décollant ou atterrissant sur l'aéroport. 
Un des facteurs contributifs a été la transmission radio du Cherokee, effectué en même temps que l'annonce automatique d'altitude dans le cockpit du 1900, qui a induit l'équipage du vol 5925 en erreur. Le manque d'équipements de sauvetage et de lutte contre les incendies adéquats a également été cité comme un autre facteur contributif.

## Médias
L'accident a fait l'objet d'un épisode dans la série télé Air Crash nommé « Transmission fatale » (saison 15 - épisode 1).